# 고리 염색체
고리 염색체는 염색체의 양 끝이 달라 붙어 고리가 된 것이다. 고리가 된 염색체는 고리가 되는 과정에서 잘려나간 부분이 없더라도 제대로 발현이 되지 않는다.